# 西波士尼亞共和國
西波士尼亞共和國（Republika Zapadna Bosna）位於波斯尼亚和黑塞哥维那西北方，前身為西波士尼亞自治省（Autonomna Pokrajina Zapadna Bosna，缩写为APZB）。在波士尼亞內戰期間為獨立政體，1995年內戰末期被擊敗，併回戰後的波斯尼亚和黑塞哥维那。
该政权具有企业共和国性质，其建立在大型食品工业联合体“阿格罗科梅尔克”的基础上。

## 历史
1993年，因為西波士尼亞的波什尼亚克人不同意波士尼亞中央政府制定的政策，所以建立西波士尼亞自治省，並且與塞爾維亞靠攏。 1994年，西波士尼亞被波斯尼亞政府軍佔領，但他們沒多久就被逐，恢復西波士尼亞自治區。
1995年，西波士尼亞自治區改名为西波士尼亞共和國，他也是塞爾維亞克拉伊納共和國抵抗克羅地亞的最後防禦範圍。1995年8月，克羅埃西亞發動的風暴行動中，克羅地亞和波士尼亞聯軍擊敗西波士尼亞共和國，被波士尼亞和黑塞哥維那合併。